# Профспілковий актив
Профспілко́вий акти́в — багатомільйонна маса найдіяльніших рядових членів і керівних працівників профспілок СРСР (чл. комітетів профспілкових організацій, чл. комісій, профгрупорги, страхові делегати, громадські інспектори праці, культорганізатори і т. д.). 
Актив є опорою профспілкових організацій у проведенні політики Комуністичної партії, у здійсненні великої організаторської і виховної роботи серед широких трудящих мас.